# Coupe du Liechtenstein de football 2020-2021
Navigation
Édition précédente Édition suivante

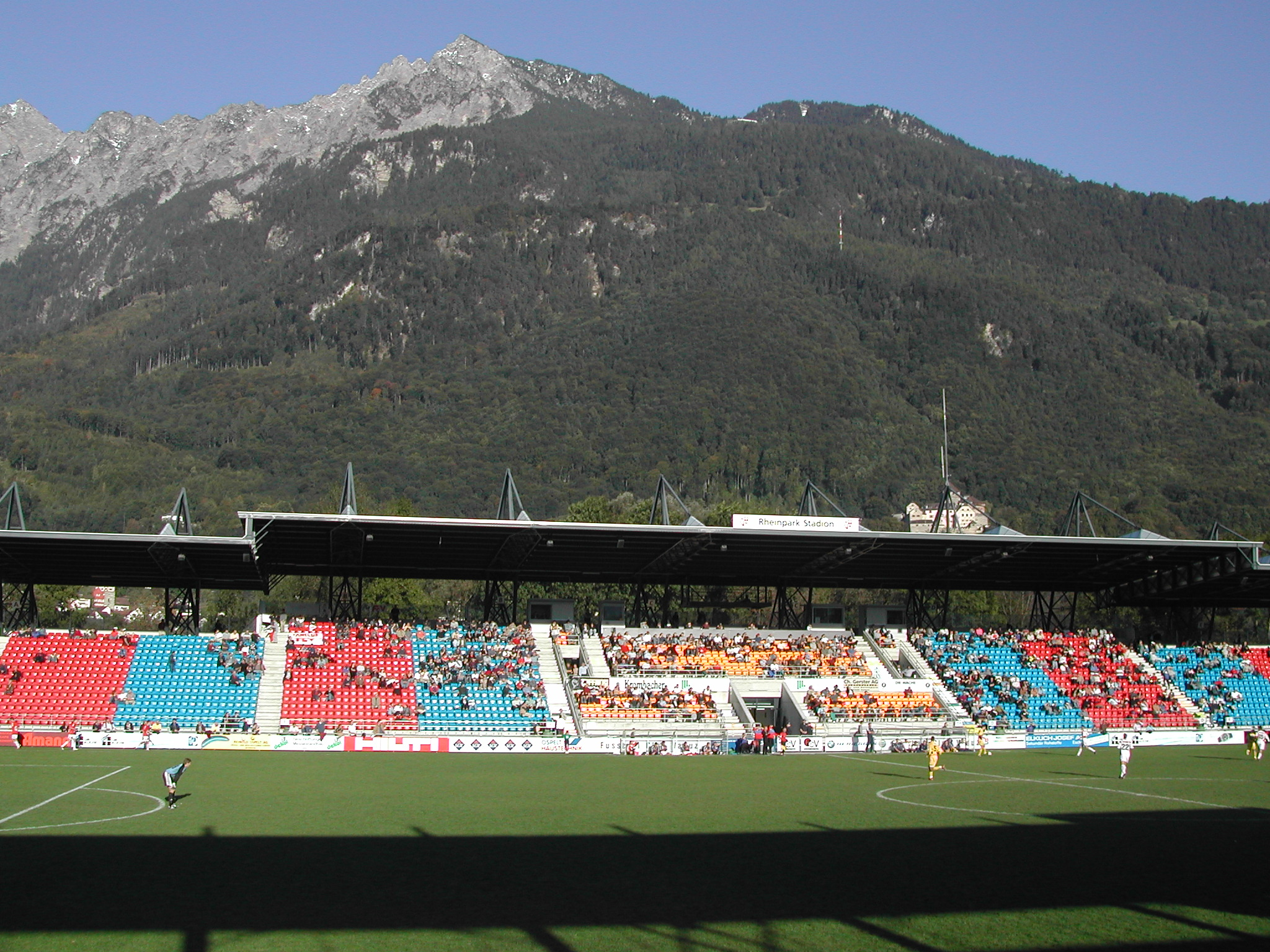

La coupe du Liechtenstein de football 2020-2021 est la 76e édition de la Coupe nationale de football, la seule compétition nationale du pays en l'absence de championnat. Le vainqueur de la compétition se qualifie pour le deuxième tour de qualification de la Ligue Europa Conférence 2021-2022. Elle débute le 24 août 2020 et devait se conclure en 6 mai 2021 avec une finale disputée au Rheinpark Stadion de Vaduz. Les sept équipes premières du pays ainsi que plusieurs équipes réserves de ces clubs, soit quinze équipes au total, s'affrontent dans des tours à élimination directe.
Après des reports des quarts de finale prévus en octobre 2020, à cause de la pandémie de Covid-19, la compétition est définitivement abandonnée le 25 mai 2021 pour des raisons de délai ; le FC Vaduz représentera le pays en Ligue Europa Conférence 2021-2022.

## Premier tour
Le premier tour concerne plusieurs équipes réserves ainsi que le FC Schaan et le FC Triesenberg. 
| Date         | Équipe 1      | Résultat        | Équipe 2              |
| ------------ | ------------- | --------------- | --------------------- |
| 24 août 2020 | FC Schaan     | 0 - 0 9 - 8 tab | USV Eschen/Mauren III |
| 26 août 2020 | FC Schaan II  | 0 - 6           | FC Triesenberg        |
| 26 août 2020 | FC Balzers II | 4 - 1           | USV Eschen/Mauren II  |

## Deuxième tour
Le deuxième tour voit s'affronter les équipes qualifiées du premier tour, ainsi que cinq autres équipes.
| Date              | Équipe 1          | Résultat        | Équipe 2       |
| ----------------- | ----------------- | --------------- | -------------- |
| 17 septembre 2020 | FC Ruggell II     | 2 - 2 3 - 4 tab | FC Triesen     |
| 18 septembre 2020 | FC Schaan         | 6 - 1           | FC Triesen II  |
| 22 septembre 2020 | FC Triesenberg II | 0 - 6           | FC Balzers II  |
| 23 septembre 2020 | FC Vaduz III      | 1 - 11          | FC Triesenberg |

## Quarts de finale
Les quatre meilleures équipes du pays (FC Vaduz, USV Eschen/Mauren, FC Balzers et FC Ruggell) entrent en lice en quarts de finale.
| Date            | Équipe 1       | Résultat | Équipe 2          |
| --------------- | -------------- | -------- | ----------------- |
| 27 octobre 2020 | FC Triesen     | Annulé   | FC Balzers        |
| 27 octobre 2020 | FC Balzers II  | Annulé   | FC Ruggell        |
| 27 octobre 2020 | FC Triesenberg | Annulé   | USV Eschen/Mauren |
| 27 octobre 2020 | FC Schaan      | Annulé   | FC Vaduz          |